# Mesene florus
Mesene florus is een vlindersoort uit de familie van de prachtvlinders (Riodinidae), onderfamilie Riodininae.
Mesene florus werd in 1793 beschreven door Fabricius.